# برازوپولیس
برازوپولیس (به پرتغالی: Brazópolis) یک منطقهٔ مسکونی در برزیل است که در میناز ژرایس واقع شده‌است. برازوپولیس ۳۶۱٫۱۶۰ کیلومتر مربع مساحت و ۱۴٬۴۱۰ نفر جمعیت دارد و ۸۵۰ متر بالاتر از سطح دریا واقع شده‌است.